# Casa-fàbrica Cros
La casa-fàbrica Cros era una finca situada als carrers de la Princesa, 21 i d'en Boquer, 8-12 de Barcelona, de la que només es conserva la façana del primer d'aquests carrers, catalogada com a bé amb elements d'interès (categoria C).

## Història
El fabricant de productes químics Joan Timoleont Cros i Possel (1805-1862) va adquirir a la família Gomis una parcel·la a la banda de muntanya del carrer de la Princesa, i el 1860 encarregà a l'arquitecte Narcís Josep Maria Bladó el projecte d'un edifici per allotjar-hi el despatx de la seva fàbrica. Les obres van finalitzar un any més tard, tal com testimonia la inscripció mdccclxi a la llinda de la porta principal.
Cros va morir el 1862, i el seu fill Amadeu Cros i Nubiola (1831-1916) adquirí la casa del carrer d'en Boquer, 12 i el 1863 va demanar permís per a enderrocar-la i construir-hi un nou edifici connectat amb l'anterior. La destinació a magatzem industrial va fer modificar parcialment el projecte original del 1860, obligant a recol·locar l'escala de veïns (central al projecte i lateral a la construcció), així com la façana posterior (paral·lela al carrer de la Princesa al projecte i oblíqua a la construcció). També va variar la distribució (dos habitatges per planta al projecte i un a la construcció). Els anuaris de l'època l'anunciaven així: «Princesa, 21. Fábrica de ácidos y sales minerales, productos de las destilaciones de leñas; ácido acético, methyleno, etc. Almacen de drogas de todas clases. Productos químicos. D. Juan T. Cros, capitalista.»
El 1871, la finca del núm. 10 també passà a les seves mans i la uní a la resta del conjunt. El 1899, Amadeu Cros va demanar permís per a fer reformes al carrer d'en Boquer. El 1906, la Societat Anònima Cros, representada per Juli Galve i Brusson, va adquirir la finca del núm. 8 a Emili Fàbregas i Solà i la va fer reedificar. El 1931, la seu de l'empresa es va traslladar al nou edifici del carrer d'Aragó amb el Passeig de Gràcia.
Els bombardeigs de la Guerra Civil van malmetre els darreres de la finca, que fou utilitzada per a classificar els documents utilitzats en la repressió abans d'enviar-los a l'Arxiu de Salamanca, i el 1943, la propietat fou adquirida pel bisbat de Barcelona, que l'any següent va iniciar les obres per a traslladar-hi la parròquia de Sant Cugat del Rec, destruïda durant el conflicte. El 2001, la parròquia fou absorbida per la veïna de Santa Maria del Mar, i el 2002, la finca fou adquirida per la Caixa Penedès, que tenia la intenció de construir-hi un museu de la col·lecció d'obres escultòriques de Josep Maria Subirachs. Tanmateix, les dificultats econòmiques i administratives van retardar-lo, i el 2012 es va descartar definitivament, quedant la façana del carrer de la Princesa estintolada per una estructura metàl·lica i l'interior buidat i abandonat.
El 2016, la Fundació Especial Pinnae, hereva de l'obra social de l'antiga caixa d'estalvis, va subscriure un contracte d'arres amb l'empresa Development Princesa 21 SL, que s'encarregaria de la construcció d'una promoció d'habitatges domòtics i adaptats a persones amb mobilitat reduïda. Per a dur a terme aquesta operació, calia la requalificació del solar com a residencial, per la qual cosa es va tramitar una modificació del Pla General Metropolità aprovada definitivament el 2017, que va traslladar la qualificació d'equipament al carrer de Sant Bartomeu, 5-7. Finalment, el 2020 es va acabar el nou edifici, que té un supermercat Alcampo als baixos.

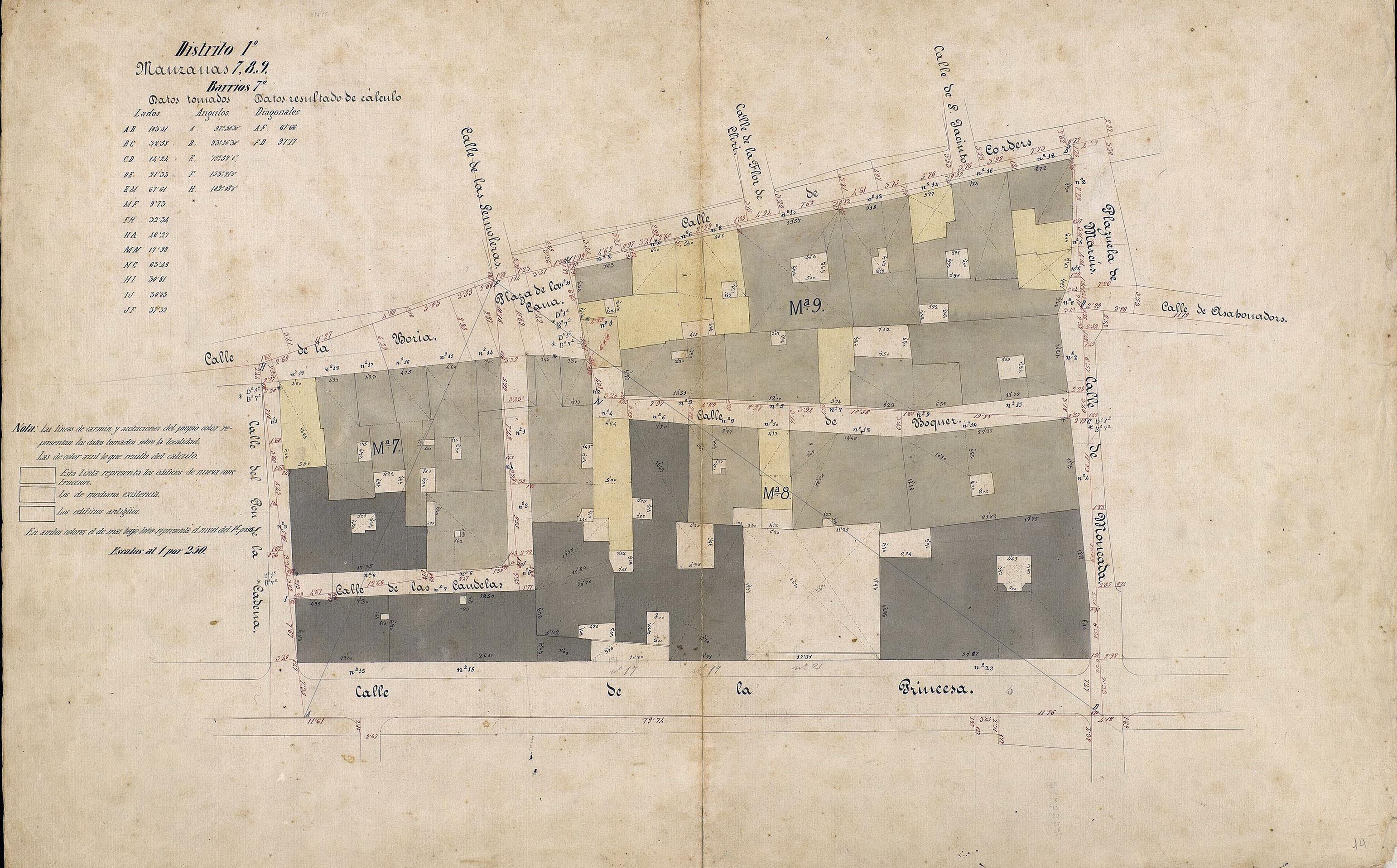
Quarteró núm. 14 de Garriga i Roca (c. 1860)

## Descripció
L'edifici del carrer de la Princesa tenia soterrani, planta baixa i quatre pisos. La façana té cinc obertures per planta, amb baixos de pedra de Montjuïc, igual que les llosanes i els emmarcats dels balcons (les baranes dels quals tenen motius decoratius de ferro colat). Entre els pisos tercer i quart hi ha una cornisa que imita la del Palau Gomis, situat just al davant, obra de Miquel Garriga i Roca.
A l'interior, destacaven alguns elements decoratius com la porta amb vidre gravat a l'àcid d’estil modernista, així com els acabats en guix dels sostres, els paviments hidràulics i els arrimadors de fusta.